# ’Ala ad-Din Muhammad II
’Ala ad-Din Muhammad II – władca Imperium Chorezmijskiego w latach 1200–1220, syn ’Ala ad-Din Tekesza.
Do roku 1205 całkowicie opanował Persję, w 1212 rozgromił Karakitanów, a do ok. 1215 podbił Afganistan, niszcząc państwo Ghurydów.
Po serii sukcesów proklamował się szachem (Iranu, do tego czasu nosił bowiem tytuły sułtana i chorezmszacha) następnie zażądał od kalifa Bagdadu, an-Nasira, uznania tego tytułu. Spotkawszy się z odmową wyruszył na Bagdad celem osadzenia na tronie swojego figuranta, jednak utracił armię w śnieżycy w górach Zagros.
W roku 1218 doszło do incydentu: Muhammad polecił zamordować posłów mongolskich, a ich głowy odesłać Temudżynowi (zgodnie z inną wersją: chorezmijski namiestnik Otraru, powodowany chciwością – lub z podpuszczenia Muhammada – zgładził grupę mongolskich kupców i zagarnął ich mienie). Wywołało to wojnę, w lutym roku 1220 armia mongolska (podobno 200 tys. ludzi) przekroczyła Syr-Darię, wkrótce zdobywając Bucharę, Samarkandę i Urgencz (1221). Muhammad, który w trakcie tej kampanii wykazał się nieudolnością, pokonany ostatecznie w 1220 pod Hamadanem, zbiegł aby umrzeć, prawdopodobnie na zapalenie opłucnej w grudniu 1220, na jednej z wysp Morza Kaspijskiego. Wskutek walk z Mongołami jego armia została praktycznie w całości zabita. Nieliczni z nich wtargnęli do Syrii i Palestyny, a wstąpiwszy na służbę egipską, opanowali w 1244 r. Jerozolimę.
Po ucieczce i śmierci Muhammada walkę kontynuował przez 11 lat jego syn, Dżalal ad-Din Manguberti.